# Пупочник завитой
Пупо́чник завито́й, или Пупо́чник ползу́чий, или Омфало́дес завито́й (лат. Omphalodes scorpioides) — травянистое растение; вид рода Пупочник (Omphalodes) семейства Бурачниковые (Boraginaceae).

## Ботаническое описание

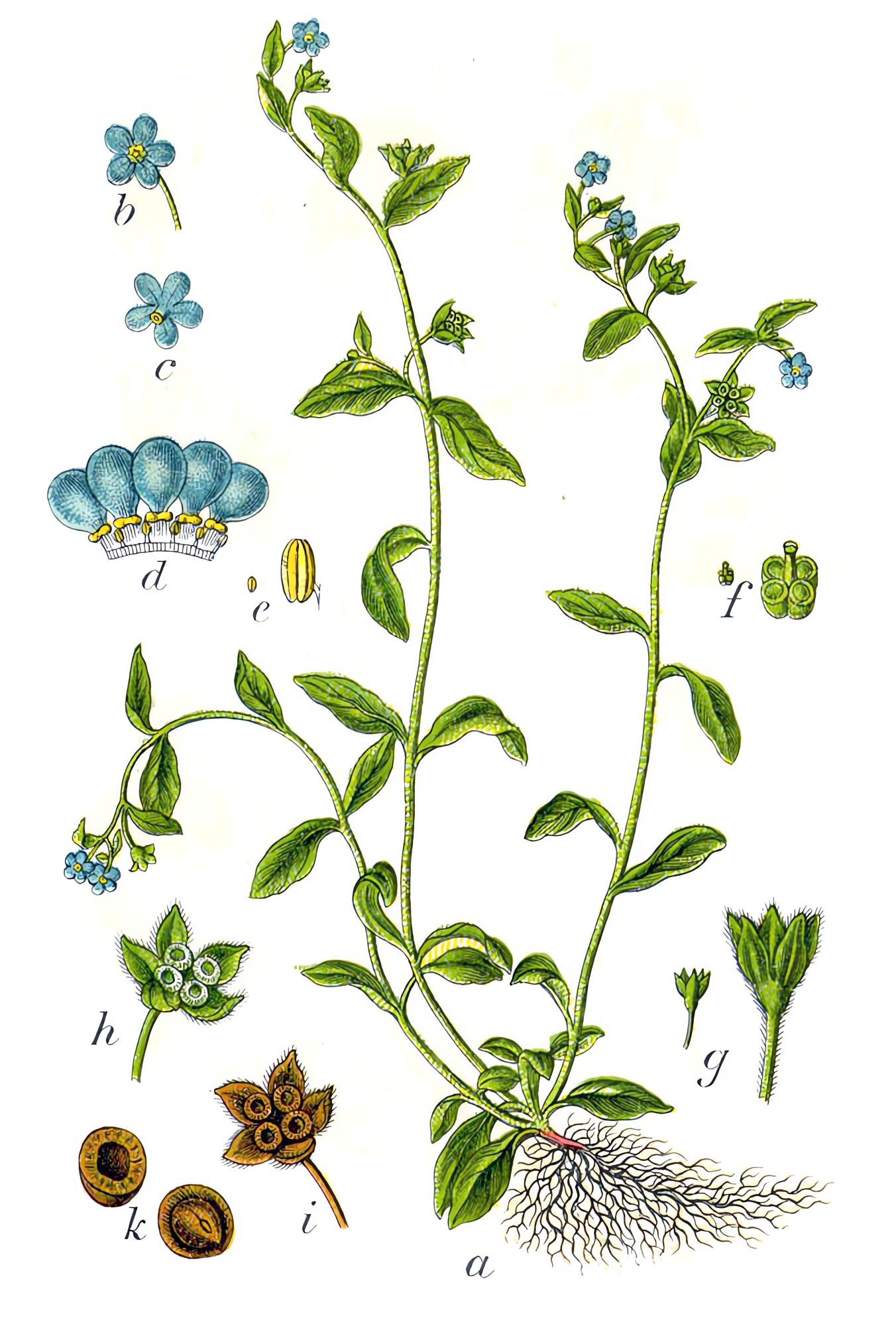

Одно-, двулетник с лежачими и приподымающимися, слабыми побегами до 35 см длиной, ветвистыми, голыми или прижато-щетинистоопушёнными. Листья нежные, тонкие, теневые, при сушке легко чернеющие, продолговато-ланцетные, 2-4 см длиной и 1-2 см шириной; нижние — лопатчатые, суженные в черешок, супротивные; верхние — очерёдные, продолговато-ланцетные. Цветки голубые, растут поодиночке в пазухах листьев и в разветвлениях стебля на длинных тонких цветоножках. Венчик бледно-голубой, колесовидный 4-5 мм в диаметре (длиннее чашечки), с тупыми широкими лопастями. Плоды буроватые, опушённые, около 3 мм в диаметре. Цветёт в апреле — июле, плоды созревают в мае-июле. Размножается исключительно семенами.

## Распространение и местообитание
Произрастает в широколиственных лесах, предпочитает достаточно увлажнённые почвы, к свету не требователен. Европейский лесной вид; встречается в Центральной Европе, на Балканах, Кавказе и в южной части Европейской России.
- в России: средняя полоса европейской части — в Брянской, Владимирской, Калужской, Ивановской, Московской, Нижегородской, Рязанской, Смоленской областях, Мордовии и Татарии; в Центральном Черноземье в Орловской, Липецкой, Белгородской и Курской областях.
- в мире: Европа — ареал охватывает территорию Германии, Польши, Австрии и Чехословакии, встречается на Балканском полуострове[4].

## Охранный статус

### В России
В России вид входит в многие Красные книги субъектов Российской Федерации: Владимирской, Воронежской, Ивановской, Калужской, Кировской, Костромской, Липецкой, Московской, Рязанской и Ульяновской областей, Ставропольского края, г. Москва, а также республик Марий Эл, Татарстан, Удмуртия и Чувашия.
Растёт на территории нескольких особо охраняемых природных территорий России.

### На Украине
Решением Луганского областного совета № 32/21 от 03.12.2009 г. вид входит в «Список регионально редких растений Луганской области».